# Marius André (homme politique)
Pour les articles homonymes, voir Marius André et André.
Marius André est un homme politique français né le 31 décembre 1799 à Toulon (Var) et décédé le 6 octobre 1873 à Bourgoin (Isère).
Contremaître mécanicien à Toulon, il est député du Var de 1848 à 1849, siégeant avec les républicains partisans du général Cavaignac.

## Sources
- « Marius André (homme politique) », dans Adolphe Robert et Gaston Cougny, Dictionnaire des parlementaires français, Edgar Bourloton, 1889-1891 [détail de l’édition]
- Acte de naissance
- Acte de mariage
- Acte de décès